# Yui Sano
Yui Sano, född 16 december 2000, är en japansk fäktare som tävlar i sabel.

## Karriär
Vid asiatiska mästerskapen 2025 i Bali tog Sano guld i lagtävlingen i sabel tillsammans med Misaki Emura, Yuina Kaneko och Seri Ozaki.